# Alexander Monroe Dockery

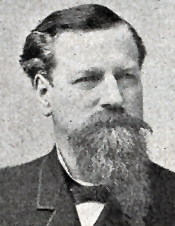
Alexander Monroe Dockery

Alexander Monroe Dockery (* 11. Februar 1845 bei Gallatin, Daviess County, Missouri; † 26. Dezember 1926 in Gallatin, Missouri) war ein US-amerikanischer Politiker und von 1901 bis 1905 der 30. Gouverneur von Missouri. Diesen Bundesstaat vertrat er außerdem im US-Repräsentantenhaus.

## Frühe Jahre
Alexander Dockery besuchte die örtlichen Schulen seiner Heimat und dann die Macon Academy in Missouri. Danach studierte er bis 1865 in St. Louis Medizin. Zwischen 1870 und 1874 arbeitete er im Livingston County als Arzt. Zwischen 1871 und 1873 war Dockery auch Mitglied des Schulrats von Chillicothe, von 1878 bis 1882 war er Kurator der University of Missouri. Alexander Dockery war mit Mary Bird verheiratet, mit der er acht Kinder hatte.

## Politische Laufbahn
Als Mitglied der Demokratischen Partei wurde er im Jahr 1881 Bürgermeister der Stadt Gallatin, in der er bereits seit 1878 Stadtrat war. Zwischen 1883 und 1899 vertrat er seinen Staat im US-Repräsentantenhaus. In den Jahren 1886 und 1906 war er Präsident der Landesparteitage der Demokraten. Im November 1900 wurde er zum Gouverneur seines Staates gewählt.
Dockery trat sein neues Amt am 14. Januar 1901 an. In seiner Amtszeit wurde eine Reform des Wahlrechts durchgeführt und der Haushalt für die Bildungspolitik erhöht. Die Schulbezirke in Missouri wurden neu aufgeteilt. Ansonsten verlief seine vierjährige Regierungszeit ohne besondere Vorkommnisse. Erwähnenswert ist noch der Rücktritt seines Vizegouverneurs John Adams Lee im Jahr 1903 nach Vorwürfen der Begünstigung einer Firma.
In den Jahren 1912 und 1914 war Dockery Schatzmeister der Demokratischen Partei von Missouri. Zwischen 1913 und 1921 war er in einer führenden Stellung im US-Postministerium beschäftigt (Third Assistant Postmaster General).